# DC animációs univerzum

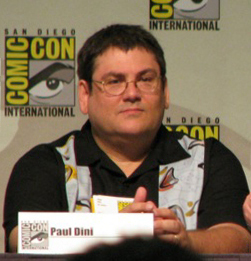
Paul Dini, az univerzum történeteinek nagy részének az írója.

A DC animációs univerzum (eredeti nevén: DC Animated Universe, rövidítése: DCAU) egy, a rajongók által kitalált szó, mellyel a DC Comics által kreált animációs sorozatokat és animációs filmeket nevezik, amik egy univerzumban játszódtak. Az univerzumhoz tartozó filmek és sorozatok az 1990-es és a 2000-es években jelentek meg. Jelentettek meg képregényeket is, melyek szintén rajzfilm stílusban készültek és az univerzum részeseivé váltak. Az univerzum létrejöttét 1992-től számítjuk, a Batman: A rajzfilmsorozat kezdetétől, ugyanis ez volt az első olyan sorozat, melyben feltűntek más szuperhősök ellenfelei is. A nagyobb lépés azonban az 1996-ban startoló Superman: A rajzfilmsorozat volt, melyben Superman már más szuperhősökkel is kapcsolatba lépett. A sorozatokat nagy részben Paul Dini írta és Bruce Timm rajzolta, kinek ezen munkái igencsak híressé tették őt.
Az 1992 előtti sorozatok és a későbbiek, mint a The Batman, a Tini Titánok, a Batman: A bátor és a vakmerő és Az igazság ifjú ligája nem tartoznak az univerzumhoz. Az olyan animációs filmek, mint a Superman: Ítéletnap, illetve az azt követő, tehát 2007 után készült rajzfilmek szintén nem tartoznak az univerzumhoz, azokat a DC Univerzum Eredeti Animációs Filmek (eredeti nevén: DC Universe Animated Original Movies) közé soroljuk.

## TV sorozatok
| Sorozat                           | Epizódok | Eredeti sugárzás     | Eredeti sugárzás     | Eredeti adó     | Magyar sugárzás  | Magyar sugárzás   | Magyar adó      | Kapcsolat |
| Sorozat                           | Epizódok | Évadpremier          | Évadfinálé           | Eredeti adó     | Évadpremier      | Évadfinálé        | Magyar adó      | Kapcsolat |
| --------------------------------- | -------- | -------------------- | -------------------- | --------------- | ---------------- | ----------------- | --------------- | --- |
| Batman: A rajzfilmsorozat         | 85       | 1992. szeptember 5.  | 1995. szeptember 15. | Fox             | 2016.            | 2016.             | RTL Spike       | Az univerzum kezdőpontja |
| Superman: A rajzfilmsorozat       | 54       | 1996. szeptember 6.  | 2000. február 12.    | The WB          |                  |                   |                 | Crossoverek a The New Batman Adventures sorozattal: - World's Finest - Knight Time - The Demon Reborn Más szuperhősökkel való crossoverek: - Speed Demons (Flash) - In Brightest Day (A zöld lámpások) - A Fish Story (Aquaman)                                                                       |
| The New Batman Adventures         | 24       | 1997. szeptember 13. | 1999. január 16.     | The WB          | 2017. január 30. | 2017. február 15. | RTL Spike       | A Batman: A rajzfilmsorozat folytatása Crossoverek a Superman: A rajzfilmsorozattal: - Girl's Night Out |
| Batman of the Future              | 52       | 1999. január 10.     | 2001. december 18.   | The WB          | 2017. június 16. | 2017. július 24.  | RTL Spike       | A The New Batman Adventures későbbi jövőben játszódó folytatása Crossoverek: - Countdown (The Zeta Project) - The Call (Az igazság ligája: Határok nélkül) |
| Static Shock                      |          | 2000. szeptember 23. | 2004. május 22.      | The WB          | Nem mutatták be  | Nem mutatták be   | nincs           | Crossoverek: - The Big Leagues (The New Batman Adventures) - Fallen Hero (Az igazság ligája) - Future Shock (The New Batman Adventures/Batman of the Future) - Hard as Nails (The New Batman Adventures) - A League of Their Own (Az igazság ligája) - Toys in the Hood (Superman: A rajzfilmsorozat) |
| The Zeta Project                  |          | 2001. január 27.     | 2002. augusztus 17.  | The WB          | Nem mutatták be  | Nem mutatták be   | nincs           | A Batman of the Future előzménye. Crossoverek a Batman of the Future-rel: - Shadows |
| Az igazság ligája                 | 52       | 2001. november 17.   | 2004. május 29.      | Cartoon Network |                  |                   | Cartoon Network | A Superman: A rajzfilmsorozat és a The New Batman Adventures folytatása |
| Az igazság ligája: Határok nélkül | 39       | 2004. július 31.     | 2006. május 13.      | Cartoon Network |                  |                   | Cartoon Network | Az igazság ligájának folytatása Crossoverek - The Once And Future Thing (Static Shock / Batman of the future) - Epilogue (Batman of the future) |

## Rajzjátékfilmek
- Batman: A rém álarca (1993)
- Batman: SubZero (1998)
- A jövő Batmane: Joker visszatér (2000)
- Batman: Batwoman rejtélye (2003)

## Képregények
- Batman kalandjai (#1-36)
- Batman éves kalandjai (#1-2)
- Batman kalandjai: Mad Love
- Batman ünnepi kalandjai
- Batman és Robin kalandjai (#1-25)
- Batman és Robin éves kalandjai (#1-2)
- Superman kalandjai (#1-66)
- Batman: Gotham-i kalandok (#1-60)
- Kalandok a DC Univerzumban (#1-19)
- Batman Beyond (vol. 1) (#1-6)
- Batman Beyond (vol. 2) (#1-24)
- Gotham Girls (#1-5)
- Justice League Adventures (#1-34)
- Batman kalandjai (#1-17)
- Batman: Harley and Ivy (#1-3)
- Justice League Unlimited (#1-mostani)

## Videojátékok
- Batman: The Animated Series
- The Adventures of Batman & Robin
- Superman 64
- Batman Beyond: Return of the Joker
- Batman: Chaos in Gotham
- Batman: Gotham City Racer
- Batman Vengeance
- Superman: Shadow of Apokolips
- Justice League: Injustice for All
- Superman: Countdown to Apokolips
- Batman: Rise of Sin Tzu
- Justice League: Chronicles

## A DCAU által létrehozott szereplők
- Nora Fries (Batman: A rajzfilmsorozat)
- Harley Quinn (Batman: A rajzfilmsorozat)
- Renee Montoya (Batman: A rajzfilmsorozat)
- Lock-Up (Batman: A rajzfilmsorozat)
- Sewer King (Batman: A rajzfilmsorozat)
- Mercy Graves (Superman: A rajzfilmsorozat)
- Livewire (Superman: A rajzfilmsorozat)
- Roxy Rocket (Batman új kalandjai)
- Terry McGinnis/Új Batman (Batman of the Future)

## Visszatérő szereplők

### Sorozatok
| Szereplő                     | Sorozatok                 | Sorozatok                   | Sorozatok                 | Sorozatok            | Sorozatok     | Sorozatok        | Sorozatok         | Sorozatok                         |
| Szereplő                     | Batman: A rajzfilmsorozat | Superman: A rajzfilmsorozat | The New Batman Adventures | Batman of the Future | Static Shock  | The Zeta Project | Az igazság ligája | Az igazság ligája: Határok nélkül |
| ---------------------------- | ------------------------- | --------------------------- | ------------------------- | -------------------- | ------------- | ---------------- | ----------------- | --------------------------------- |
| Clark Kent / Kal-El Superman |                           | Tim Daly                    | Tim Daly                  | Tim Daly             | Tim Daly      |                  | Tim Daly          | Tim Daly                          |
| Bruce Wayne Batman           | Kevin Conroy              | Kevin Conroy                | Kevin Conroy              | Kevin Conroy         | Kevin Conroy  |                  | Kevin Conroy      | Kevin Conroy                      |
| Lex Luthor                   |                           | Clancy Brown                |                           |                      |               |                  | Clancy Brown      | Clancy Brown                      |
| Joker                        | Mark Hamill               | Mark Hamill                 | Mark Hamill               |                      | Mark Hamill   |                  |                   | Mark Hamill                       |
| Harley Quinn                 | Arleen Sorkin             | Arleen Sorkin               | Arleen Sorkin             | Arleen Sorkin        | Arleen Sorkin |                  | Arleen Sorkin     |                                   |
| Terry McGinnis               |                           |                             |                           | Will Friedle         | Will Friedle  | Will Friedle     |                   | Will Friedle                      |

### Rajzjátékfilmek
| Szereplő               | Film                 | Film                | Film                                  | Film                      |
| Szereplő               | Batman: A rém álarca | Batman: Subzero     | Batman of the Future: Joker visszatér | Batman: Batwoman rejtélye |
| ---------------------- | -------------------- | ------------------- | ------------------------------------- | ------------------------- |
| Bruce Wayne Batman     | Kevin Conroy         | Kevin Conroy        | Kevin Conroy                          | Kevin Conroy              |
| Joker                  | Mark Hamill          |                     | Mark Hamill                           |                           |
| Alfred Pennyworth      | Efrem Zimbalist Jr.  | Efrem Zimbalist Jr. |                                       | Efrem Zimbalist Jr        |
| Tim Drake Robin        |                      |                     | Eli Marienthal                        | Eli Marienthal            |
| Barbara Gordon Batgirl |                      | Tara Strong         | Tara Strong                           | Tara Strong               |
| James Gordon           | Bob Hastings         | Bob Hastings        |                                       | Bob Hastings              |